# O.Z. Whitehead
Oothout Zabriskie "O.Z." Whitehead, född 1 mars 1911 i New York i New York, död 29 juli 1998 i Dublin, Irland, var en amerikansk skådespelare. Whitehead skådespelade på Broadway under 1930-talet. Han kom sedan att medverka i ett antal filmer, däribland flera i regi av John Ford. Han flyttade på 1960-talet till Irland där han var fortsatt aktiv som skådespelare.

## Filmografi, urval
- 1940 – Vredens druvor
- 1948 – Jeftys bar
- 1948 – Vilda toner
- 1958 – Det sista hurraropet
- 1962 – Mannen som sköt Liberty Valance
- 1968 – Så tuktas ett lejon